# Тараканов, Александр Иванович (хоккеист)
Александр Иванович Тараканов (род. 1929) — советский хоккеист, нападающий.
Выступал за ленинградские команды. В сезоне 1948/49 играл в составе «Спартака» во второй группе. В классе «А» провёл семь сезонов за ОДО (1950/51 — 1953/54) и «Авангард» (1954/55 — 1956/57).